# John Allen Paulos
John Allen Paulos (Denver, 4 de julio de 1945) es un profesor de matemáticas y escritor estadounidense conocido principalmente por sus ensayos divulgativos sobre las matemáticas y su implicación en la sociedad.
Paulos se crio en Chicago y Milwaukee y obtuvo un doctorado en matemáticas por la Universidad de Wisconsin. Ejerció como profesor en la Universidad Temple de Filadelfia. Su trabajo académico se centra en la lógica matemática y teoría de la probabilidad.
Es colaborador en diversos medios de comunicación, incluso ha ejercido como profesor adjunto en la Escuela de periodismo de la Universidad de Columbia. También ha pronunciado numerosas conferencias y ha recibido premios por su tarea divulgativa.

## Obras por orden cronológico
Fecha de publicación de la primera edición traducida al castellano.
- 1988: Pienso, luego río
- 1990: El hombre anumérico
- 1993: Más allá de los números
- 1996: Un matemático lee el periódico
- 1999: Érase una vez un número
- 2004: Un matemático invierte en bolsa
- 2007: Elogio de la irreligión
- 2015: La vida es matemática

## Trabajo como columnista
- Diario Daily News de Filadelfia, durante dos años.
- Columna Who's Counting de ABCNews.com.

## Premios
- 2003: Premio por la promoción del conocimiento público de la ciencia y tecnología de la Asociación Americana para el Avance de la Ciencia, AAAS en sus siglas en inglés.

- Datos: Q1256698